# Dražovice, Klatovy
Dražovice là một làng thuộc huyện Klatovy, vùng Plzeňský, Cộng hòa Séc.